# Liebe im Ring
Liebe im Ring (prt: Amor no Ringue) é um filme a preto e branco alemão do género drama, realizado por Reinhold Schünzel e escrito por Max Glass e Fritz Rotter, e protagonizado por Max Schmeling, Olga Chekhova e Renate Müller. Estreou-se na Alemanha a 17 de março de 1930, e em Portugal a 8 de maio de 1930, cujas primeiras cenas foram dobradas em português por Arthur Duarte e Santa Camarão.

## Elenco
- Max Schmeling como Max, filho do vendedor de frutas
- Olga Chekhova como Lilian, senhora do salão
- Renate Müller como Hilde, filha do peixeiro
- Kurt Gerron como gestor do pugilismo
- Frida Richard como vendedora de frutas, mãe de Max
- Rudolf Biebrach como peixeiro
- Max Machon como primeiro treinador
- Hugo Fischer-Köppe como segundo treinador
- Julius Falkenstein como rapaz rico
- Outros: Yvette Darnys, Arthur Duarte, Heinrich Gotho, Emil Heyse, Reinhold Schünzel, Paul Samson-Körner, Santa Camarão, Harry Stein, Paul Noack, Fritz Rolauf, Felix Friedemann, Hermann Herse, Egon Stief e Erich Kohler.